# 안드레 로렌수 이 실바

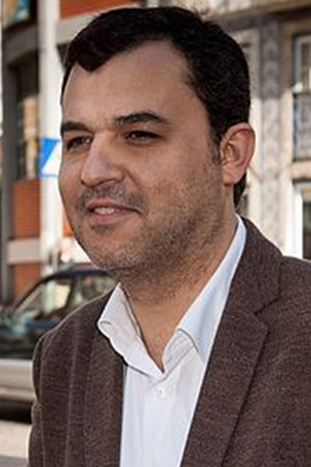
안드레 로렌수 이 실바

안드레 로렌수 이 실바(포르투갈어: André Lourenço e Silva, 1976년 4월 2일 ~ )는 포르투갈의 정치인으로 현재 사람-동물-자연(PAN)의 대변인이다.
리스본의 상크리스토방이상로렌수구(현재의 산타마리아마이오르구)에서 태어났으며, 공교롭게도 그의 생일은 포르투갈의 헌법이 제정된 날이기도 하다. 토목기사 자격증을 취득한 그는 채식주의자이기도 하다.
2014년 10월 파울루 보르즈스의 후임 당대변인으로 선출되었다. 2015년 총선에서 리스보아현 선거구의 PAN 비례대표 1번으로 출마해 당선되었으며, 이로서 국회에 입성한 첫 PAN 소속 의원이 되었다. 이는 1999년에 진입한 좌파전선 이후 16년 만에 신당이 원내에 진입한 케이스이다.